# القوات المسلحة الإمبراطورية اليابانية
كانت القوات المسلحة الإمبراطورية اليابانية ( IJAF ) هي القوات الموحدة لإمبراطورية اليابان. تشكلت خلال إصلاحات ميجي في عام 1868،  وتم حلها في عام 1945، بعد وقت قصير من هزيمة اليابان أمام حلفاء الحرب العالمية الثانية. إستبدل الدستور الياباني الجديد، الذي صيغ أثناء احتلال الحلفاء لليابان، القوات المسلحة الإمبراطورية اليابانية بقوات الدفاع الذاتي اليابانية. 
كان الجيش الإمبراطوري الياباني والبحرية الإمبراطورية اليابانية بمثابة الفروع الأساسية للقوات المسلحة الإمبراطورية اليابانية. لم تكون هناك قوات جوية منفصلة بل تم تقسيمها بين القوات الجوية للجيش الإمبراطوري الياباني والقوات الجوية للبحرية الإمبراطورية اليابانية.

## التاريخ
تأسست القوات المسلحة الإمبراطورية اليابانية بموجب مرسوم صدر في 3 يناير 1868، كجزء من إعادة تنظيم وتحديث الجيش الياباني خلال إصلاح ميجي. أدى إعادة تنظيم الجيش والبحرية خلال فترة ميجي إلى تعزيز القوة العسكرية اليابانية، مما سمح للجيش الإمبراطوري الياباني والبحرية الإمبراطورية اليابانية بتحقيق انتصارات كبرى، مثل خلال الحرب اليابانية الصينية الأولى والحرب الروسية اليابانية.
كما حاربت القوات المسلحة الإمبراطورية أيضًا في الحرب العالمية الأولى والحرب العالمية الثانية حتى تم حلها بعد استسلام اليابان بعد الحرب العالمية الثانية في عام 1945.

## التنافس بين الفروع
كان هناك تنافس شرس بين فروع القوات المسلحة الإمبراطورية حيث تنافس الجيش الإمبراطوري والبحرية حول كيفية قيام القوات المسلحة الإمبراطورية بتأمين الأراضي التي تحتوي على موارد طبيعية قيمة غير متوفرة في الجزر اليابانية لتغذية وتنمية الاقتصاد الياباني. دعم الجيش بشكل أساسي عَقيدة «هوكوشين-رون» أي «عقيدة التوسع الشمالي»، التي دعت إلى التوسع في منشوريا وسيبيريا والتي كان من المفترض أن يتولى الجيش دورًا رئيسيًا بها، في حين دعمت البحرية عقيدة «نانشين-رون» أي «عقيدة التوسع الجنوبي»، التي دعت على أن اليابان يجب أن تتوسع في جنوب شرق آسيا وجزر المحيط الهادئ وبالتالي ستعتمد على البحرية للقيام بذلك.